# Albânia nos Jogos Olímpicos de Verão de 1972
A Albânia participou dos Jogos Olímpicos pela primeira vez nos Jogos Olímpicos de Verão de 1972 em Munique, Alemanha Ocidental.

## Desempenho

### Halterofilismo
| Nome         | Competição        | Desenvolvimento | Arranque | Arremesso | Total    | Posição |
| ------------ | ----------------- | --------------- | -------- | --------- | -------- | ------- |
| Ymer Pampuri | Peso pena (60 kg) | 127,5 kg        | 90,0 kg  | 125,0 kg  | 342,5 kg | 9º      |

### Tiro
| Nome           | Competição            | Pontos | Posição |
| -------------- | --------------------- | ------ | ------- |
| Fatos Pilkami  | Pistola livre         | 546    | 24º     |
| Aferdita Tusha | Pistola livre         | 522    | 51º     |
| Ishail Kosova  | Carabina deitado 50 m | 594    | 22º     |
| Beqir Kosova   | Carabina deitado 50 m | 587    | 66º     |